# Townsville

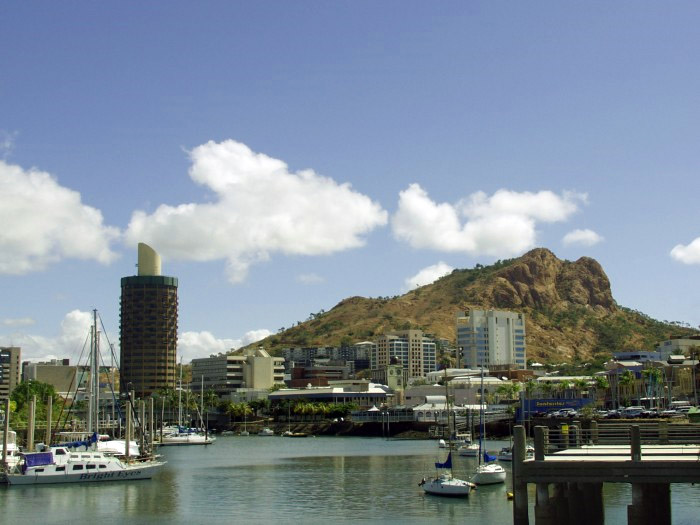
Townsville.

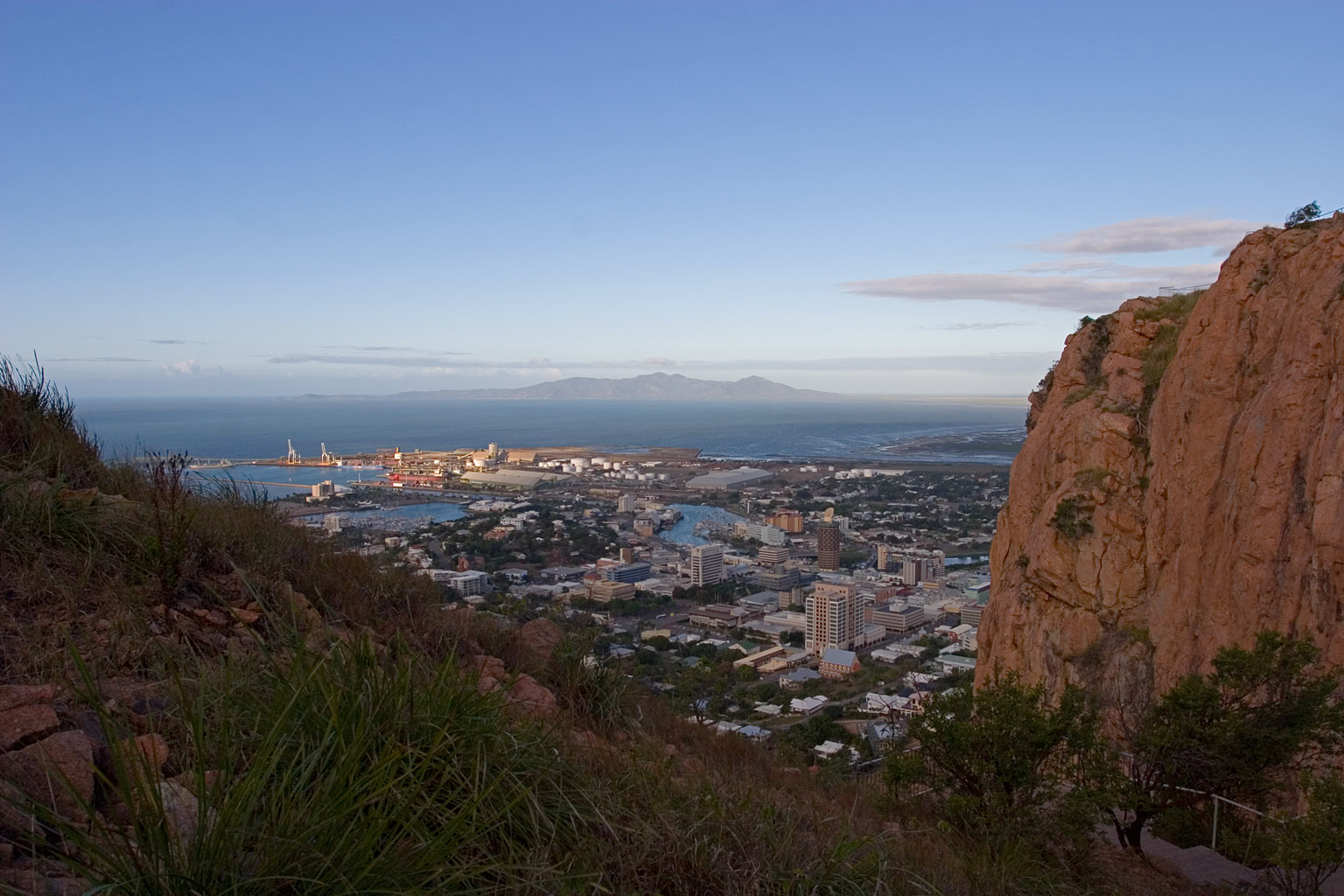
Vista de Townsville des del Turó Castell (Castle Hill).

Townsville és una ciutat de 165.000 habitants (2006; incloent Thuringowa) situada a la costa nord-est d'Austràlia, a l'estat de Queensland. Està situada a 1.354 km al nord de Brisbane, la capital de l'estat i a 350 km al sud de Cairns.
És una ciutat industrial i ha registrat recentment un accelerat creixement demogràfic degut en part a la bona comunicació de molts recursos naturals importants, entre d'altres, la Gran Barrera de Corall.
Es troba també una base important de les forces armades d'Austràlia. A més, la ciutat al seu torn posseeix el campus principal de la Universitat James Cook, la qual té uns 13.000 estudiants, i és considerada una de les millors universitats d'investigació tropical de la zona.
Els seus 165.000 habitants fan de Townsville la ciutat australiana més gran per sobre del Tròpic de Capricorn, és a dir, la meitat del país, raó per la qual se la coneix, de manera no oficial, com la "capital de North Queensland".
Les majors atraccions turístiques de Townsville inclouen l'Strand, una bonica platja tropical i els jardins que l'envolten, l'aquari "Reef HQ", en el qual es pot admirar la bellesa de la flora i fauna nativa de la Gran Barrera de Corall.
Enfront de les costes de la ciutat està situada l'"Illa Magnètica" o Magnetic Island, la qual consisteix principalment en un Parc Nacional tropical, sent així una de les majors atraccions de la zona.
La Gran Barrera de Corall corre al llarg de les costes de la regió (North Queensland), el que converteix a Townsville en centre turístic per excel·lència, ja que a poques hores en ferri es pot visitar aquesta meravella de la naturalesa.
El riu Ross travessa la zona urbana de Townsville, sent de gran importància per a la ciutat, ja que no només serveix de lloc recreacional per als seus habitants, sinó que també posseeix una presa a 30 km de la desembocadura, convertint-se així en la major font d'aigua de la zona. El riu Ross és navegable només per a petites embarcacions.
Townsville és també un centre regional d'esports. Tres equips esportius professionals estan ubicats a Townsville, un de futbol, un de bàsquet i un de rugbi a 13.